# Texture03
『Texture03』は、Koji Nakamura/Nyantoraのアルバム。2015年にMeltintoより発売された。

## 解説
SUPERCARのフロントマンである中村弘二がKoji Nakamura/Nyantora両名義で制作しているCD-Rシリーズ「Texture」の第3弾。
中村のオンラインショップ「Meltinto」や、ライブ会場で販売されている。
ジャケットのスタンプの色は黒。
2017年1月27日に収録曲全ての曲名が発表された。

## 収録曲
1. SEAb
2. SEAa
PVがYouTubeで公開されている。また、2018年発売のアルバム「マイオリルヒト」の1曲目「Mai Oriru Hito」で当曲が使用されている。
3. Android Dream
4. Trypophobia
5. Smoke
6. Biscuit
7. PArAsiTe
ショートPVが中村の公式Twitterで公開されている。
8. Nomuhooo
9. Prometheus
音源がSoundCloudで公開されており、後にショートPVが中村の公式Twitterで公開された。Texture Webにも収録された。
10. Rag1&2
11. Flower
中村の別プロジェクト「MECABIOtH」で当曲を使用したPVが制作されている。Texture Web2にも収録された。

全作曲・編曲：中村弘二